# Ђуба
Ђуба (итал. Giubba) је насељено место у Републици Хрватској у Истарској жупанији. Административно је у саставу Града Умага.

## Становништво
Према последњем попису становништва из 2011. године у насељу Ђуба живело је 112 становника у 48 домаћинстава.
Кретање броја становника по пописима 1857—2001.
| година пописа  | 1857. | 1869. | 1880. | 1890. | 1900. | 1910. | 1921. | 1931. | 1948. | 1953. | 1961. | 1971. | 1981. | 1991. | 2001. | 2011. |
| бр. становника | 0     | 0     | 45    | 49    | 61    | 40    | 0     | 0     | 42    | 38    | 36    | 31    | 0     | 0     | 86    | 112   |

Напомена:У 2001, настало издрвајањем из насеља Сегет у којем су подаци садржани у 1981 и 1991. У 1857, 1869, 1921. 1931. подаци су садржани у насељу Умаг.